# Puhdys
Puhdys byla německá rocková skupina. Vznikla v Oranienburgu v bývalé NDR v roce 1969. Přestože byla populární především ve svém rodném východním Německu, proslavila se i za jeho hranicemi. Puhdys byli jedněmi z prvních východoněmeckých interpretů, jimž bylo povoleno vystupovat v Západním Německu. Jedná se o jednu z nejúspěšnějších rockových skupin zpívajících německy. Skupina ukončila svoji činnost v roce 2016.

## Poslední sestava
- Peter Meyer (* 5. ledna 1940) – klávesy, saxofon
- Dieter Birr, zvaný Maschine (* 18. března 1944) – kytara, zpěv
- Dieter Hertrampf, zvaný Quaster (* 29. listopadu 1944) – kytara, zpěv
- Klaus Scharfschwerdt (27. února 1954 – 10. června 2022) – bicí
- Peter Rasym, zvaný Bimbo (* 7. července 1953) – baskytara

## Historie skupiny

### Vznik
Puhdys vznikl ze skupiny Udo-Wendel-Combo, založené v roce 1965. Když kytarista a zpěvák Wendel skupinu opustil, bylo potřeba vymyslet nový název. Jméno nové skupiny bylo vytvořeno z počátečních písmen čtyř členů:
- Peter Meyer
- Udo Jacob – bicí
- Harry Jeske (6. října 1937 – 20. srpen 2020) – baskytara
- Dieter Hertrampf

Název jinak nemá žádný zvláštní význam. Skupina prošla další personální změnou v roce 1969, kdy získala profesionální licenci, ve východním Německu nezbytnou pro hudební činnost. V té době Jacoba nahradil Gunter Wosylus (* 23. prosince 1945) a skupinu doplnil ještě zpěvák a kytarista Dieter Birr. Všichni členové skupiny byli absolventi hudební školy v berlínské čtvrti Friedrichshain. Název, přestože ztratil původní význam, již skupině zůstal. První koncert pod názvem Puhdys skupina absolvovala 19. listopadu 1969 ve Freibergu.

### Raný repertoár
Na počátku kariéry hrála skupina coververze písní svých hard rockových vzorů, jako byli například Deep Purple nebo Uriah Heep. Poptávka po převzatých písních byla velká, také z toho důvodu, že desky s originálními verzemi nebylo možné v NDR oficiálně nikde koupit, pouze na černých burzách. Na rockovou hudbu však oficiální místa stále hleděla s podezřením. Poměry se trochu zlepšily po roce 1971, kdy se dostal k moci Erich Honecker. Puhdys dostal nahrávací smlouvu u státní firmy Amiga. Zpívat však musel pouze německy. Další podmínkou bylo, že se vyhne politickým tématům.

### První singl
V roce 1971 tedy skupina vydává svůj první singl Türen öffnen sich zur Stadt. Více než
pětiminutová nahrávka byla ovlivněná písní Gypsy od Uriah Heep a Puhdys se díky ní stali okamžitě jednou z nejpopulárnějších východoněmeckých skupin.

### Die Legende von Paul and Paula
V roce 1973 skupina dostala nabídku na účinkování ve filmu Die Legende von Paul und Paula (režie Heiner Carow). Film byl sice v NDR pro svoje politické poselství brzy stažen z promítání, stihly ho však zhlédnout 3 000 000 diváků a písně od Puhdys se staly velkými hity, přestože byly jasně ovlivněny písněmi západních skupin: Geh zu ihr se podobala Look Wot You Dun od skupiny Slade a Wenn ein Mensch lebt zase písni Spick and Specks od Bee Gees. Bylo to však způsobeno tím, že původní verze nebylo možné ve filmu z politických důvodů použít, a režisér si přál ve filmu mít podobně znějící německé ekvivalenty známých písní.
V roce 1973 skupina vystoupila rovněž na 10. světovém festivalu mládeže a studentstva ve Východním Berlíně.

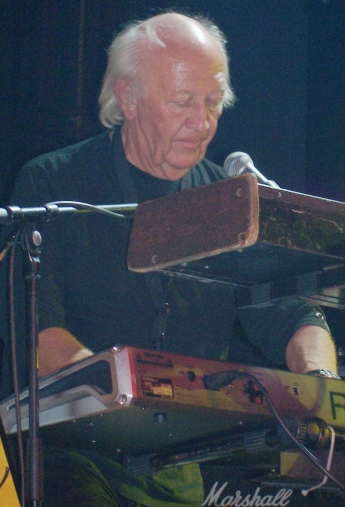
Peter Meyer – klávesy
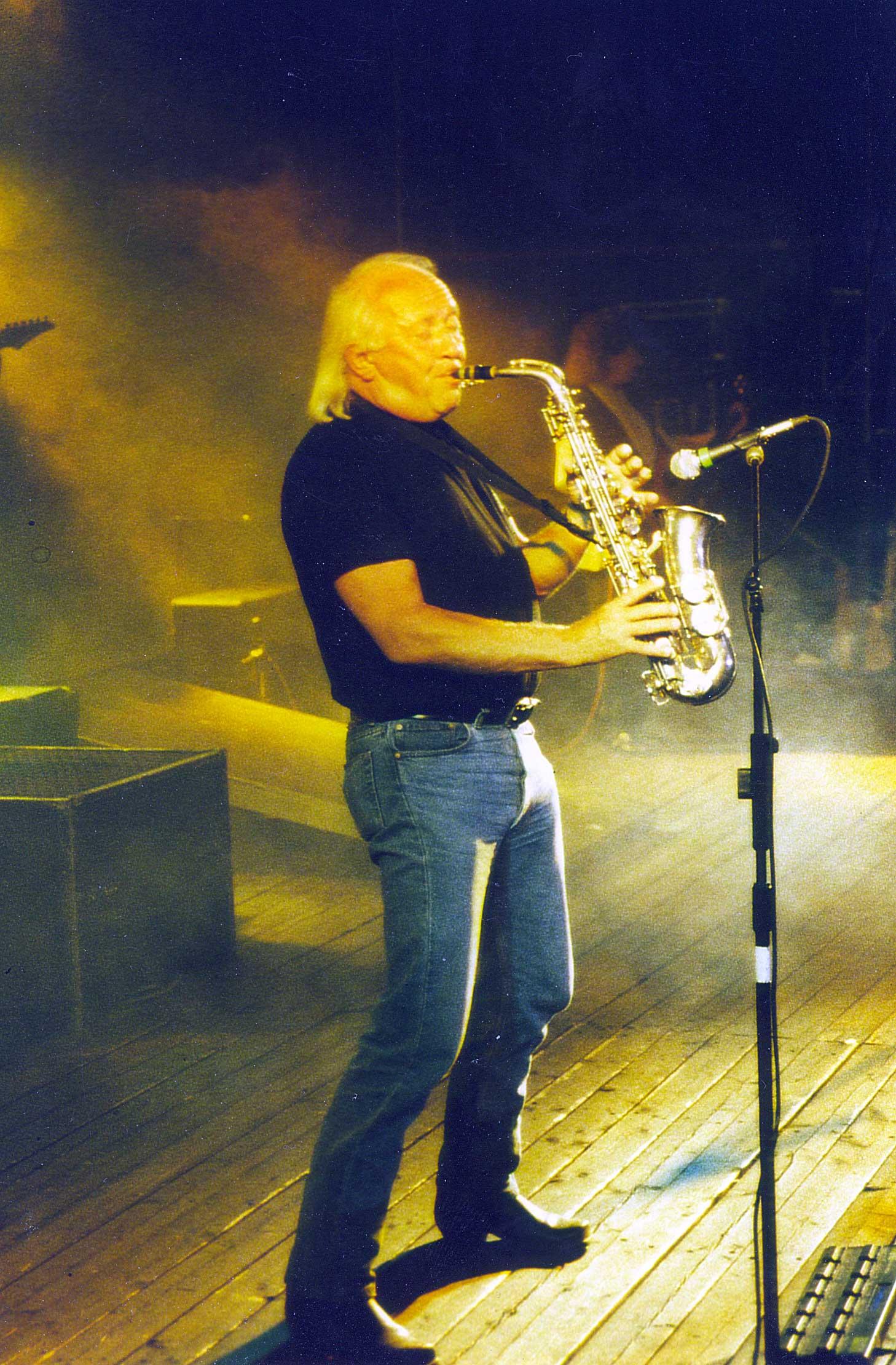
Peter Meyer – saxofon
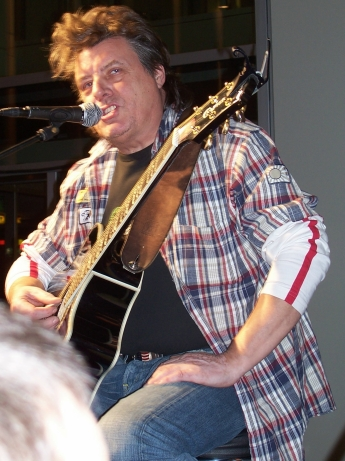
Dieter "Quaster" – kytara
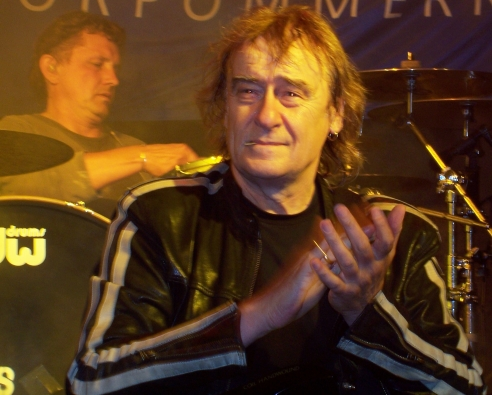
Dieter "Maschine" – kytara
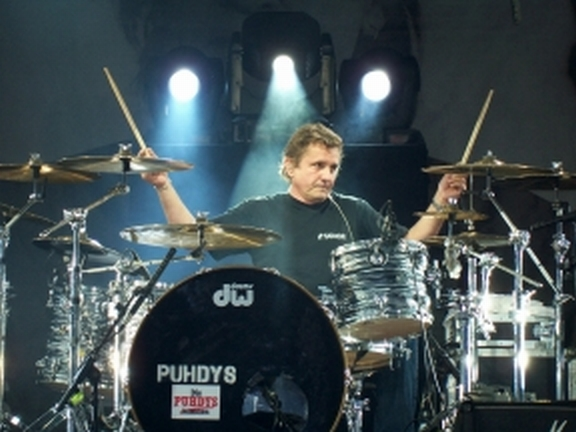
Klaus Scharfschwerdt – bicí
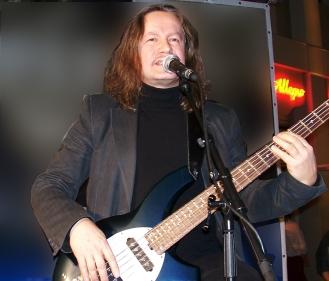
Peter Rasym – baskytara

### První alba
Debutové album, vydané počátkem roku 1974, nemělo žádný název a shrnovalo úspěšné do té doby vydané singly skupiny. Obsahovalo také některé písně z filmu Die Legende von Paul und Paula. Zbylé byly zařazeny na druhé, rovněž bezejmenné album. To bylo přijato o něco méně příznivě, přestože obsahovalo úspěšné písně jako Steine nebo Lied für Generationen. Větší úspěch mělo album Sturmvogel, vydané v roce 1976. Kromě titulní písně byly dále velmi dobře přijaty skladby Lebenszeit nebo Reise zum Mittelpunkt der Erde. Album také obsahovalo píseň Schlafe ein und fang die Träume – coververzi písně polské skupiny 2 plus 1 (v originále Kołysanka Matki).
V témže roce také vyšlo první z alb, kterým Puhdys vzdali poctu některým svým hudebním vzorům. Album Rock'n'Roll Music obsahovalo verze čtrnácti písní rokenrolové klasiky, jejichž původními interprety byli například Little Richard, Chuck Berry, Ritchie Valens, The Everly Brothers a další. Album se zároveň stalo první deskou nazpívanou anglicky.
Píseň Alt wie ein Baum, která se stala neoficiální hymnou skupiny, však na řadovém albu nevyšla a v roce 1976 byla vydána pouze jako singl. Objevila se však na prvním výběru nejúspěšnějších skladeb, vydaném v roce 1977 pod názvem Die großen Erfolge.

### Zahraniční koncerty
Mimo rodnou NDR koncertovala skupina již od roku 1973, kdy koncertovala v bývalém Sovětském svazu. Vystupovala i v dalších komunistických zemích. Největší úspěch mimo vlast slavila v Západním Německu, kde se její desky velmi dobře prodávaly. Koncertovat tam ale nemohla – úřady NDR umělce na Západ nepouštěly, neboť se obávaly jejich emigrace. Puhdys byli první, kterým bylo povoleno na Západě koncertovat. Nejprve zahráli již v roce 1974 v Belgii a Nizozemsku, a 9. listopadu 1976 konečně vystoupili v Hamburku. Následovaly koncerty v Dortmundu a v Západním Berlíně.

### Konec 70. let
V roce 1977 Puhdys vydali album Perlenfischer, jako první umělci z NDR pak vystoupili v pořadu západoněmecké televize Radio Bremen Musikladen. V roce 1978 vychází album 10 wilde Jahre s úspěšnou písní Doch die Gitter Schweigen, napsanou pro televizní seriál Polizeiruf 110.
V roce 1979 pro únavu z cestování opouští skupinu bubeník Gunter Wosylus a nahradil ho Klaus Scharfschwerdt, bývalý člen skupiny Prinzip.

### 80. léta
První album nahrané se Scharfschwerdtem za bicími bylo Heiß wie Schnee, vydané v roce 1980. Popularita skupiny mimo NDR byla v té době na vrcholu. Svoje příští album Schattenreiter nahrál Puhdys v Západním Německu (vyšlo v roce 1981). Toto album obsahovalo i poctu Johnu Lennonovi nazvanou He, John – singl s touto písní se stal nejprodávanějším v NDR za rok 1981. Skupina opět hraje v Západním Berlíně (koncert ve Waldbühne sledovalo 12000 diváků) a nahrává své druhé album v angličtině – tentokrát poprvé s vlastní tvorbou. Deska s názvem Far From Home přinesla nově nahrané verze dřívějších hitů opatřené anglickými texty. Očekávaný mezinárodní úspěch se však ve větším měřítku nedostavil, nepomohlo ani turné po USA.
V západoněmeckém městě Paderbornu byl v této době založen oficiální fan-club skupiny. Doma se jí dostalo ocenění ze strany státu, když v roce 1982 obdržela tzv. Národní cenu NDR (Nationalpreis der DDR).
Zřejmě i pod vlivem mladšího Scharfschwerdta přikročila skupina k experimentu, když v roce 1983 nahrála album Computer-Karriere ovlivněné synthpopem a Novou vlnou. Konceptuální album, zabývající se vlivem nových technologií, přineslo i velký hit Hiroschima.
Syntezátory bylo ovlivněné i následující album Das Buch, které vyšlo o rok později. Píseň Ich will nicht vergessen přinesla skupině problémy s cenzurou – zabývala se tématem rozděleného Německa, které bylo v tehdejší NDR tabu. Úspěšná byla píseň Rockerrente. Členové skupiny, s výjimkou Scharfschwerdta již čtyřicátníci, v ní slibují, že budou hrát až do důchodu.
V roce 1984 vychází živé dvojalbum Live In Sachsen, záznam koncertu v Karl-Marx-Stadtu (dnes Chemnitz), další řadové album Ohne Schminke až v roce 1986. Členové skupiny mezitím vydali svá sólová alba. V roce 1988 se album Das Buch stalo prvním, které bylo vydáno na CD.
Na konci 80. let se Puhdys rozhodl ukončit činnost. V roce 1989 nahrává za doprovodu orchestru album Neue Helden, které bylo zamýšleno jako poslední. Kontroverzním se stal jeho obal, zobrazující dvě malé děti v plenkách z vlajek SSSR a USA.
Puhdys se tak v roce 1989 vydal na rozlučkové turné, kde ho doprovázela česká skupina Turbo a západoněmečtí The Lords. Turné bylo pojato jako připomenutí dvaceti let činnosti. Nahrál také desku starých rockových hitů, která vyšla v témže roce pod názvem Jubiläumsalbum. Na albu byly písně jako Born to Be Wild od skupiny Steppenwolf, Light My Fire od The Doors, Rock and Roll od Led Zeppelin nebo Paint It Black od Rolling Stones.

### Obnovení činnosti
Doba po pádu Berlínské zdi a události směřující ke znovusjednocení Německa nebyla pro východoněmecké skupiny a zpěváky nijak příznivá. Změna společenského klimatu přinesla mimo jiné také koncerty mnoha západních umělců, lidé si konečně mohli koupit jejich desky. Skupina Puhdys se sešla původně jen na jediný koncert (v roce 1991 u Braniborské brány), ale nadšené přijetí publikem a také narůstající ostalgie byly příčinou toho, že se rozhodla obnovit svou činnost.
Jako první po přestávce vychází v roce 1992 album Wie ein Engel a v roce 1994 Zeiten ändern sich. V roce 1997 došlo po vydání alba Frei wie die Geier k poslední personální změně – ze zdravotních důvodů odešel baskytarista Harry Jeske. Skupina se s ním rozloučila na koncertě k jeho 60. narozeninám. Na jeho místo přišel Peter Rasym.
Druhé tisíciletí ukončila skupina albem Wilder Frieden (z něhož píseň Wut Will Nicht Sterben nahráli spolu s jinou (východo)německou skupinou Rammstein) a také 3000. koncertem, který byl zároveň oslavou jejích 30 let: ve Waldbühne v Berlíně hrála pro 23 000 diváků. Nahrála také nové verze svých hitů, které vydala na jubilejním albu 20 Hits aus dreißig Jahren.

### Současnost
Album Zufrieden? z roku 2001 je známé i svým obalem, na kterém je modelka ve spodním prádle. Skupina vydala i dvě alba raritních snímků – výběr Raritäten Volume 2 (2004) navázal na první díl, vydaný již v roce 1994 – a také dvě vánoční alba – Dezembertage z roku 2001 a Dezembernächte z roku 2006. Zatím posledním řadovým albem je Alles hat seine Zeit, vydané v roce 2004. V roce 2016 odehrála kapela poslední koncert a vydala CD Das Letzte Koncert (Poslední koncert).
20. srpna 2020 zemřel původní baskytarista Harry Jeske.
10. června 2022 zemřel budeník Klaus Scharfschwerdt.

## Diskografie
- 1974 Puhdys (označované také jako Puhdys 1)
- 1975 Die Puhdys (označované také jako Puhdys 2)
- 1976 Sturmvogel
- 1977 Rock'n'Roll Music
- 1977 Die großen Erfolge – výběr
- 1978 Perlenfischer
- 1979 10 wilde Jahre
- 1979 Puhdys Live (označované také jako Live im Friedrichstadtpalast)
- 1980 Heiß wie Schnee
- 1981 Far From Home (anglické verze některých písní)
- 1982 Schattenreiter
- 1983 Computer-Karriere
- 1984 Das Buch
- 1984 Live in Sachsen
- 1986 Ohne Schminke
- 1989 Neue Helden
- 1989 Jubiläumsalbum
- 1992 Wie ein Engel
- 1994 Zeiten ändern sich
- 1994 Raritäten
- 1996 Die schönsten Balladen – výběr
- 1996 Live: In flagranti
- 1997 Frei wie die Geier
- 1999 Wilder Frieden
- 1999 20 Hits aus dreißig Jahren – nové verze starých hitů
- 2000 Was bleibt – kompilace
- 2001 Zufrieden?
- 2001 Dezembertage – vánoční album
- 2003 Undercover
- 2004 Raritäten Volume 2
- 2004 Alles hat seine Zeit
- 2005 36 Lieder aus 36 Jahren – výběr
- 2006 Dezembernächte – vánoční album
- 2009 Abenteuer
- 2012 Es War schön
- 2013 Heilige Nächte
- 2015 Rocklegenden live, Puhdys + City + Karat
- 2016 Das Letzte Koncert